# Jakob Albrecht von Birkhahn
Jakob Albrecht von Birkhahn (* 22. April 1733 in Kirsteinsdorf, Kreis Osterode in Ostpreußen; † 14. Juni 1801 in Neustadt in Oberschlesien) war ein preußischer Generalmajor und Kommandeur des Kürassierregiment „von Mengden“.

## Leben

### Herkunft
Seine Eltern waren der kursächsisch-polnische Kapitän Christoph Wilhelm von Birkhahn (* 1701; † August 1756), Erbherr auf Kirsteinsdorf, und dessen Ehefrau Maria Dorothea, geborene von der Groeben († Januar 1737) aus dem Haus Beeslack, Witwe des Christoph Fabian von Auerswald († 1728) sowie Tochter des Generals Georg Heinrich von der Groeben. Sein Vater heiratete später noch Charlotte von Ciesielski († 13. Juli 1759) aus dem Haus Sydden. Dieser Ehe entstammt der Landrat Wilhelm Boguslaw Ernst von Birkhahn (1744–1819).

### Militärkarriere
Birkhahn wurde 1751 als Standartenjunker im Kürassierregiment „Graf Geßler“ angestellt und am 21. August 1756 Kornett. Während des Siebenjährigen Krieges kämpfte er in den Schlachten von Prag, Breslau, Leuthen, Hochkirch Torgau und Freiberg. Zwischenzeitlich hatte man Birkhahn am 10. Februar 1758 zum Leutnant befördert.
Nach dem Krieg wurde er am 30. April 1764 zum Stabsrittmeister befördert und stieg am 30. September 1772 zum Rittmeister und Kompaniechef auf. Am 25. Februar 1778 wurde er Major und nahm als solcher am Bayerischen Erbfolgekrieg teil. Am 29. Mai 1787 stieg er zum Oberstleutnant auf, am 31. Mai zum Oberst und am 25. August 1789 wurde er Kommandeur des Kürassierregiments „von Mengden“. Anlässlich der Revue vom 27. August 1789 erhielt Birkhahn den Orden Pour le Mérite, dazu wurde er am 6. Januar 1794 zum Generalmajor befördert. Am 11. August 1796 erhielt er seine Demission und mit einer Pension von 600 Talern.
Er war Besitzer der Güter Sakrau und Oberwitz (Kreis Groß-Strelitz), die er 1788 an den Kreisdeputierten von Strachwitz verkaufte.

### Familie
Birkhahn heiratete am 12. Oktober 1774 in Neustadt Juliane Maximiliane von Boyen (* 13. März 1756; † 25. Mai 1817), Tochter von Oberst von Boyen aus dem Kürassierregiment Nr. 4. Das Paar hatte mehrere Kinder:
- Karoline Henriette Maximiliane (1776–1846) ⚭ 23. Januar 1815 Eduard von Tuchsen (1775–1839), preußischer Generalmajor
- Maria Friederike Henriette Albertine (* 5. Juli 1781)
- Franziska Charlotte Maximiliane (* 12. Februar 1783)
- Friedrich Wilhelm Alexander (* 28. Februar 1787)